# Geai des chênes
Garrulus glandarius
Espèce
Répartition géographique
Statut de conservation UICN

 LC  : Préoccupation mineure
Le Geai des chênes (Garrulus glandarius) est une espèce de passereaux de la famille des Corvidae.

## Morphologie

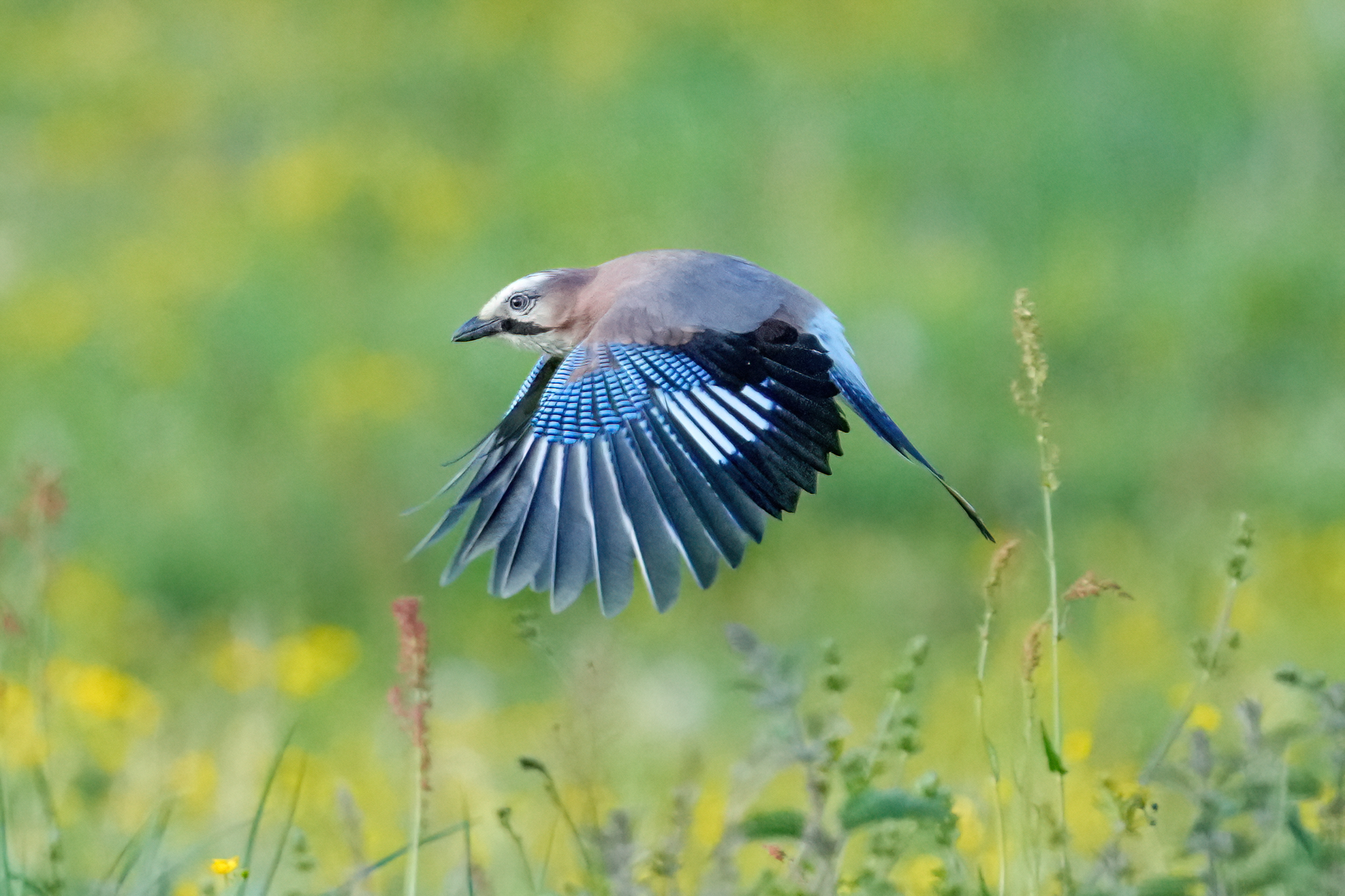
Geai des chênes en vol

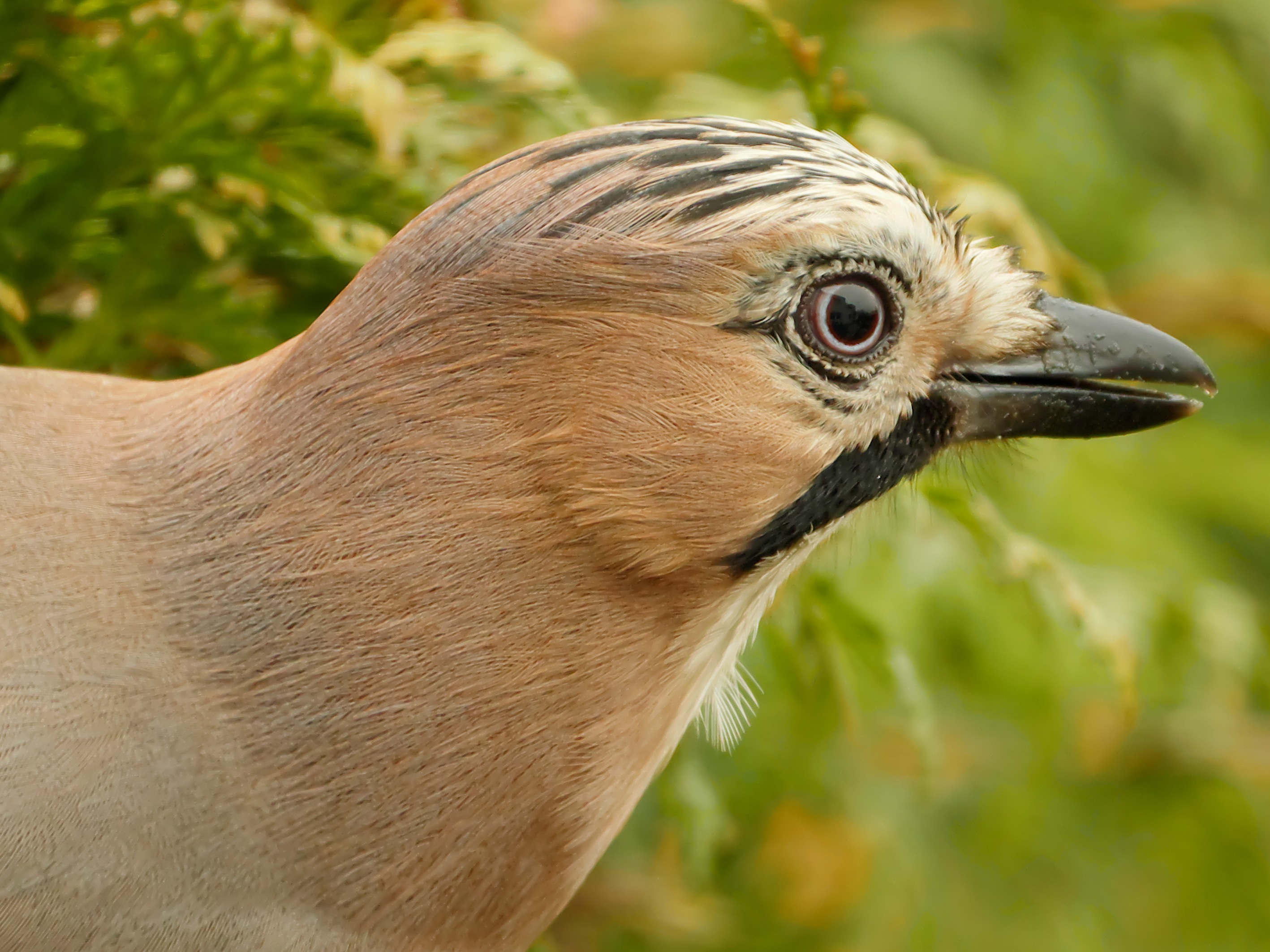
Tête d'un Geai des chênes

### Mensurations
La femelle et le mâle ne se distinguent que par la taille, 30 à 36 cm, plus modeste chez la femelle. Cet oiseau peut peser de 140 à 190 grammes.

### Plumage

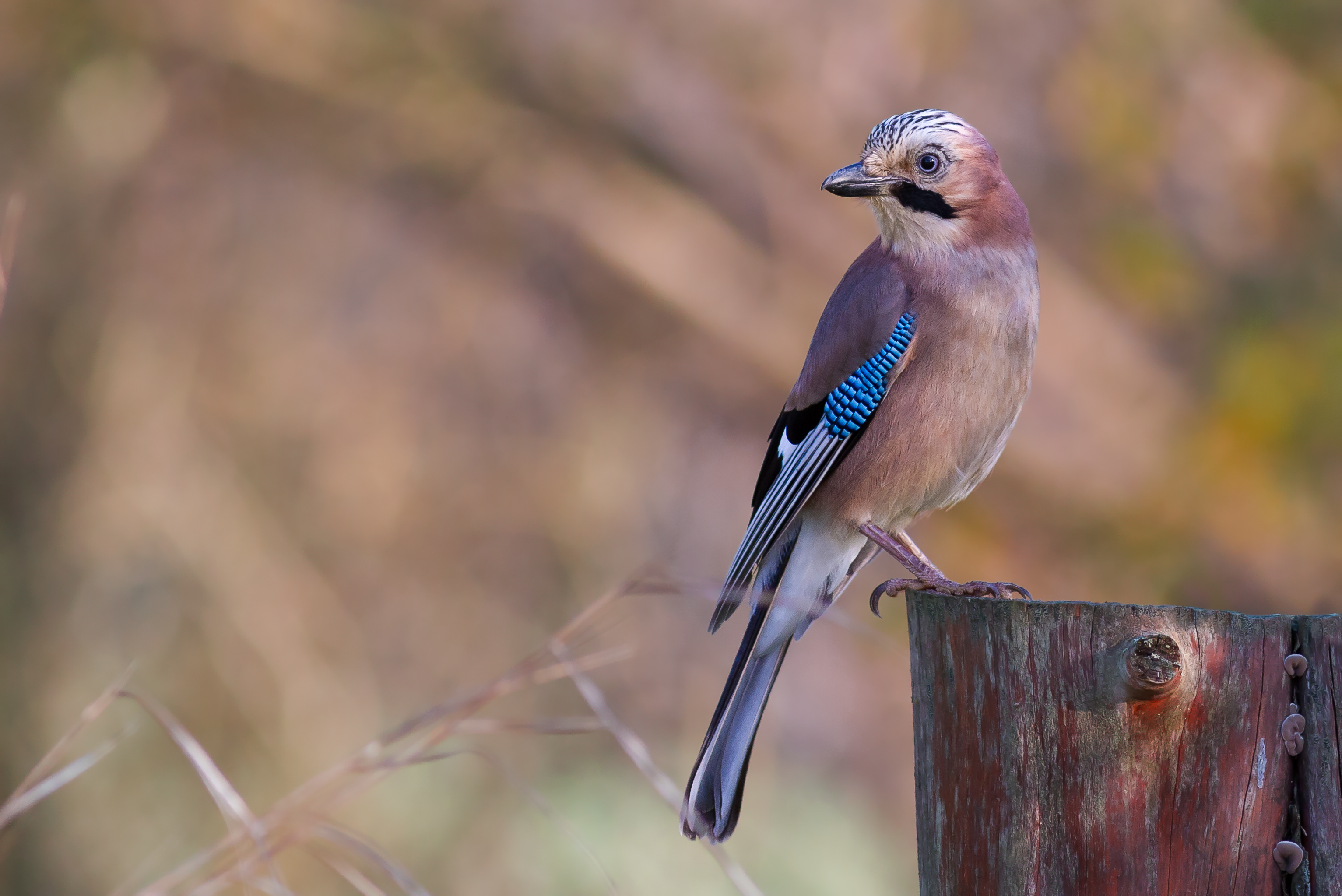

#### Plumage des adultes
Le Geai des chênes est reconnaissable à son plumage coloré, rayé de noir et blanc sur la tête, dont les plumes peuvent se dresser (huppe érectile). Son bec est prolongé par une bande noire sous l'œil qui donne l'impression qu'il porte des sortes de moustaches noires.
Son corps est brun rosé sur le dessus et brun plus clair sur le dessous, sa queue est noire, son croupion et son bas-ventre blanc, ses rémiges primaires des ailes sont bleu vif et noires.

#### Plumage des juvéniles
Le plumage des jeunes n'est complet qu'au bout d'une vingtaine de jours, et se révèle plus terne que celui des adultes. Ils ne possèdent que quelques stries blanches et noires au sommet de la tête, alors que les adultes en possèdent une dizaine et la marque noire qui prolonge le bec est moins marquée que chez les adultes.

#### Plumage des sous-espèces
Les différentes sous-espèces se distinguent notamment par certaines particularités du plumage.

#### Étude du plumage

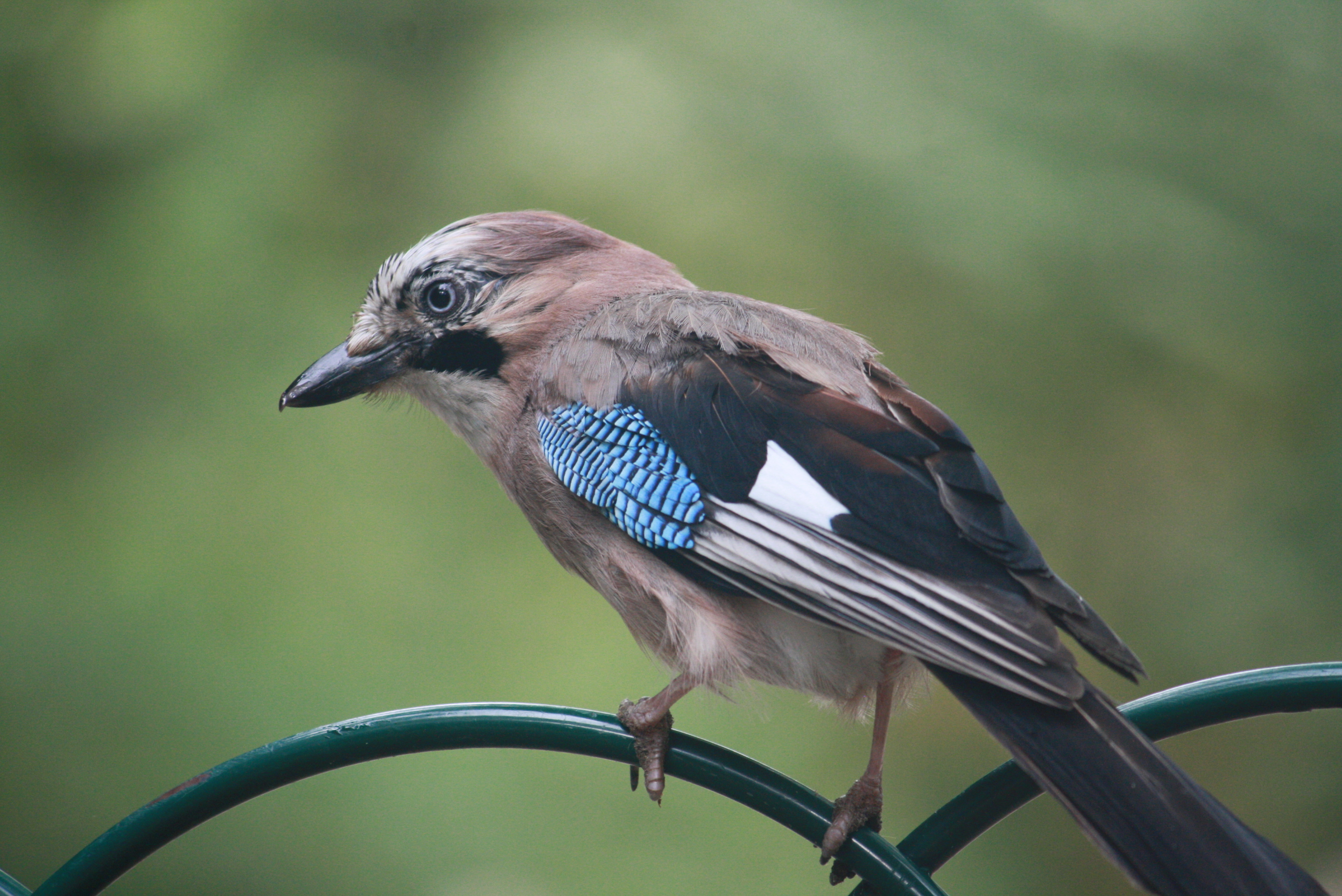
Geai des chênes, au jardin du Luxembourg.

En 2015, une équipe de scientifiques de l'Université de Sheffield découvre au cours des recherches menées au synchrotron le secret de la couleur inaltérable de la matière vivante qui ne ternit pas avec le temps. En étudiant les couleurs d'un oiseau comme le geai des chênes, ils comprennent que les couleurs vives des plumes sont dues au niveau d'un poil à la structure spongieuse composée d'orifices et dont la taille et la simple distance entre ces orifices décident de la couleur. Ces deux paramètres déterminent la façon dont l'onde de lumière est renvoyée influençant directement la couleur réfléchie. Au cours des recherches, les scientifiques découvrent que l'animal est même capable de modifier la taille des orifices de cette structure spongieuse, déterminant ainsi la couleur qu'il renvoie. Cette découverte de la disposition de la nanostructure des plumes d'oiseau ouvre de nouvelles perspectives industrielles dans la création de couleurs synthétiques pour les peintures et les vêtements, qui ne terniraient plus.

### Yeux
Une autre différence entre les individus adultes et juvéniles, est la couleur de l'iris, gris foncé chez les jeunes et bleu vif chez l'adulte.

### Espèces ressemblantes
Parmi les espèces proches du Geai des chênes figurent d'autres passereaux :
- la Pie bavarde (Pica pica), un peu plus grande, au plumage noir, au ventre blanc, avec une tache ovale et blanche sur chaque épaule, une queue longue et noire à reflets pourpres et verts ;
- le Cassenoix moucheté, de la même taille que le Geai, au plumage brun foncé moucheté de blanc, avec une calotte brun foncé sur la tête et le dessous de la queue blanc.

Un autre oiseau, lui ressemble aussi :
- la Huppe fasciée (Upupa epops) qui se distingue du Geai des chênes par un bec beaucoup plus long, un plumage plutôt rose orangé, noir et blanc sans trace de noir et une haute touffe de plumes orangées.

## Comportement

### Locomotion

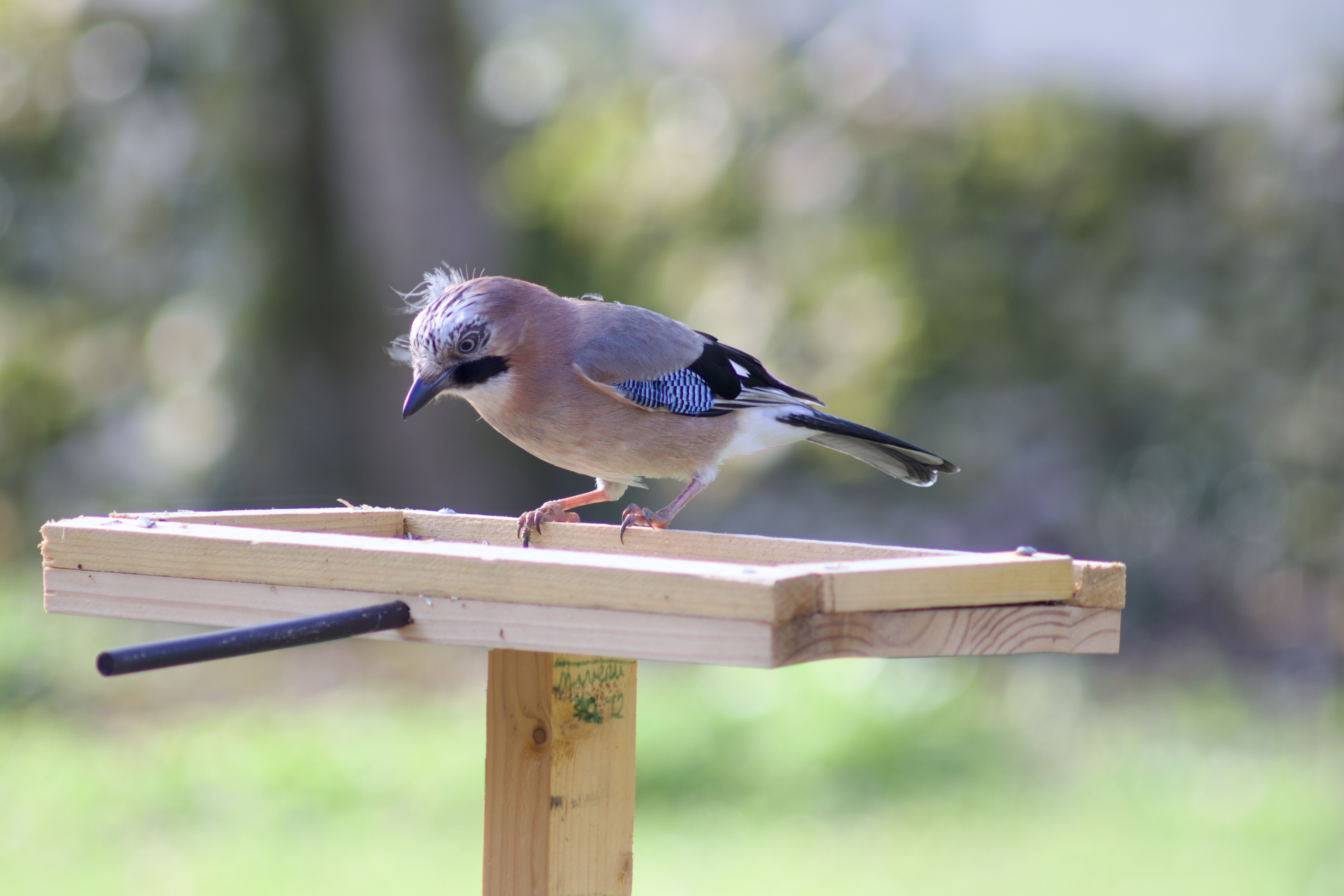
Geai des chênes à une mangeoire (Lot)

Son envergure est de 45 à 55 cm. Déployées, ses ailes révèlent des marques blanches et bleues. Son vol est direct mais irrégulier.

### Régime alimentaire / alimentation
Le geai, comme la plupart des espèces, a une alimentation qui varie selon la saison mais, surtout, il fait partie des rares espèces d'oiseaux (Casse-noix moucheté...) qui « thésaurisent », c'est-à-dire qui stockent de la nourriture (glands, faines...) pour l'hiver et le printemps. Il peut le faire presque toute l'année, mais c'est en automne qu'il y consacre le plus de temps et d'attention.

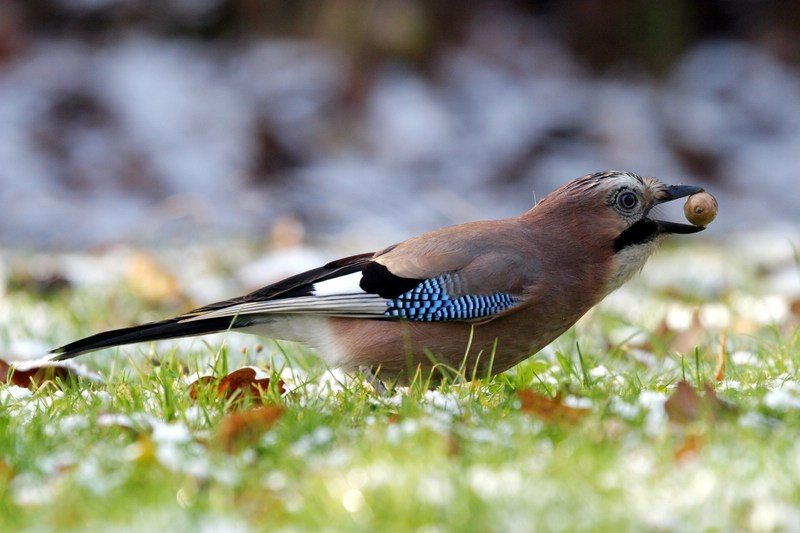
Geai transportant un gland.

Son régime alimentaire est omnivore : comme les mésanges et les moineaux, il se nourrit de larves et d'insectes, mais il a aussi une alimentation végétale (glands, noix, châtaignes...). En automne, à partir de septembre, le geai va à la glandée  et transporte des glands toute la journée quand ces fruits abondent. Il affectionne particulièrement les glands des chênes qu'il cache pour l'hiver, et en particulier du chêne pédonculé. Il se régale de préférence de glands qu'il sélectionne rigoureusement en fonction de leur maturité, de leur taille et de leur qualité, et dont il veille à ce qu'ils soient exempts de parasites. Au printemps et en été, il se nourrit des glands enterrés et qui ont germé, mais aussi d'autres graines diverses, qu'il n'hésite pas à aller chercher dans les cultures à la lisière des bois. Il peut également picorer des grains de raisins sur les vignes. Il apprécie particulièrement le maïs, qui dans certaines zones est devenu une part importante de sa consommation, mais il n'est pas réellement considéré comme nuisible du fait que ses prélèvements sont suffisamment limités et localisés.

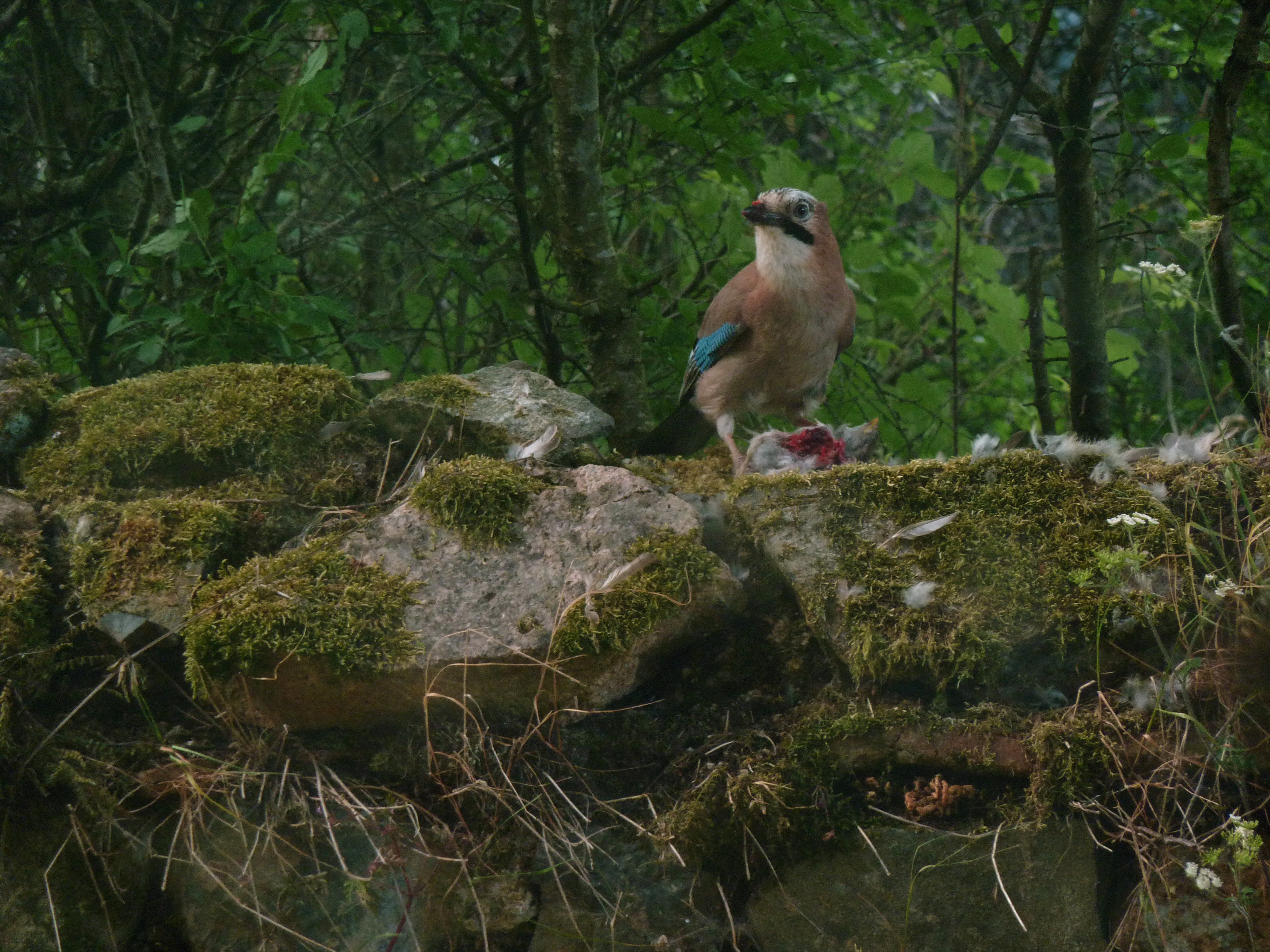
Geai mangeant un oisillon. Plus un milieu (y compris forestier) est « fragmenté », plus ce type de prédation augmente.

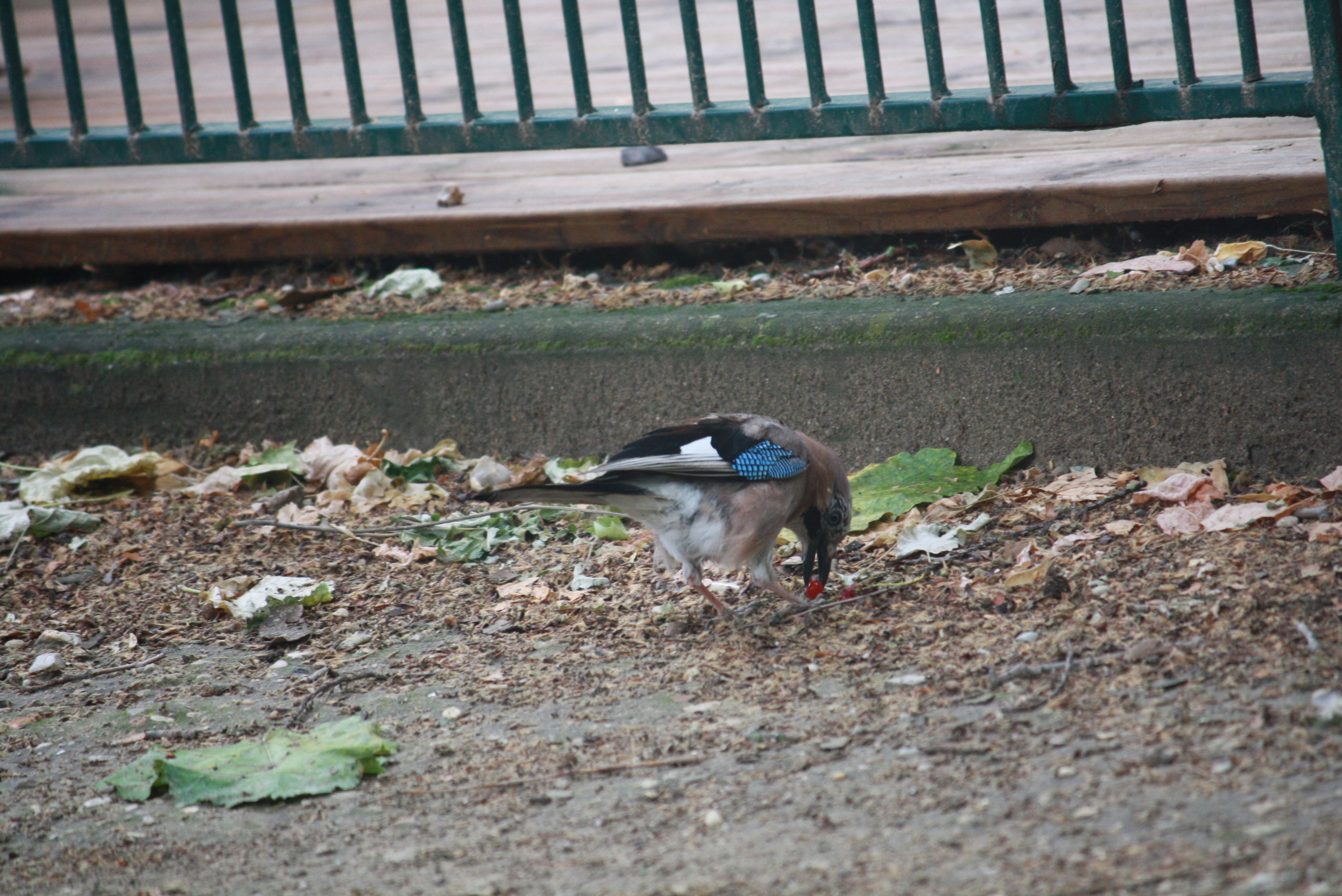
Geai des chênes attrapant une groseille.

Comme tous les corvidés, et de nombreuses autres espèces forestières, il est à l'occasion prédateur d'autres oiseaux (au printemps notamment) ; il n'hésite pas à s'attaquer aux nids de petits oiseaux (fauvettes par exemple) pour manger leurs œufs voire des oisillons (plus rarement). Il peut voler un œuf en quelques secondes. C'est l'origine de sa réputation de pilleurs de nids. Le degré de prédation par les geais de nids artificiels contenant des œufs, disposés le long d'un gradient allant de milieux ruraux ouverts à la forêt dense, est lié à la nature du milieu : plus le milieu est ouvert et écologiquement fragmenté, plus cette prédation est importante (ceci vaut aussi pour les autres corvidés). De même en forêt, plus la fragmentation forestière est importante, plus le geai est prédateur de nids, selon une étude effectuée en Suède en 1992.

### Pourquoi Geai "des chênes"?
Sous son bec, il possède une petite poche dans laquelle il peut aisément stocker les graines qu'il récolte. La capacité de cette poche est de quatre à sept glands qu'il peut ainsi transporter avant de les cacher dans le domaine où il niche, car tout au long de l'automne, il se constitue des réserves, qu'il dissimule sous des racines, des mousses, à l'intérieur de souches d'arbre ou même sous le tapis de feuilles. Pour retrouver ses réserves, il a la capacité de mémoriser des points de repère qu'il observe soigneusement. Lorsque les points de repères ne sont pas suffisants, il va jusqu'à placer à côté de sa cachette des petits cailloux qu'il utilisera comme autant de balises. Cependant si ses points de repères sont déplacés ou disparaissent, le Geai des chênes devient incapable de retrouver la cachette de ses réserves, la moitié des glands enterrés germant et donnant une plantule apte à la survie. Il a été estimé qu'un seul geai enfouit chaque année près de 4 600 glands, ce qui fait de lui le premier reboiseur européen de chênes et de hêtres.
Dans les parcs et jardins des villes, il se nourrit également d'arachides, vers, légumes, céréales, noix et baies variées[réf. nécessaire].

### Comportement social

#### Comportement territorial
L'espèce est très territoriale. Dès qu'il est formé, le couple défend son territoire contre ses congénères. Les couples « dominants » cherchent à utiliser les meilleures zones de reproduction (forêt dense), laissant les milieux moins favorables aux autres. Cette répartition avec accès inégal aux ressources pourrait jouer un rôle de mécanisme d'autorégulation des populations.

#### Vocalisations
Les vocalisations du Geai des chênes sont très variées, passant de cris rauques, brefs, forts et stridents aux gloussements, sifflements et parfois même à des espèces de miaulements. On dit que le geai garrule, cacarde, cajole, cageole, frigulote ou jase.
C'est en fait un bon imitateur et il a la capacité de reproduire des chants ou des cris d'autres oiseaux et même de mammifères comme le chat ou le cheval. À la fin de l'hiver et au début du printemps, il émet une multitude de sons inspirés de ceux qu'il a entendus dans la forêt ou à sa lisière.
C'est au printemps, fin mars et début avril lors de la période de reproduction, que son chant devient le plus mélodieux et il l'utilise comme outil de communication avec ses congénères jusqu'à la formation des couples. Dès que la couvaison commence, le geai des chênes devient pratiquement silencieux, et n'émet plus qu'un léger gazouillement.
Le Geai est un oiseau « guetteur » dont le cri strident est réputé alerter ses congénères, mais aussi une partie des animaux sympatriques du sous-bois et de la forêt à l'approche d'un prédateur ou d'un intrus (comme un promeneur). On a par exemple montré que ce cri est bien perçu comme une alerte par l'écureuil roux. De même, les renards ou les chasseurs savent exploiter ces informations. La valeur hautement interspécifique des cris de Geai des chênes justifie le surnom de « sentinelle de la forêt » attribué à cette espèce.

### Reproduction

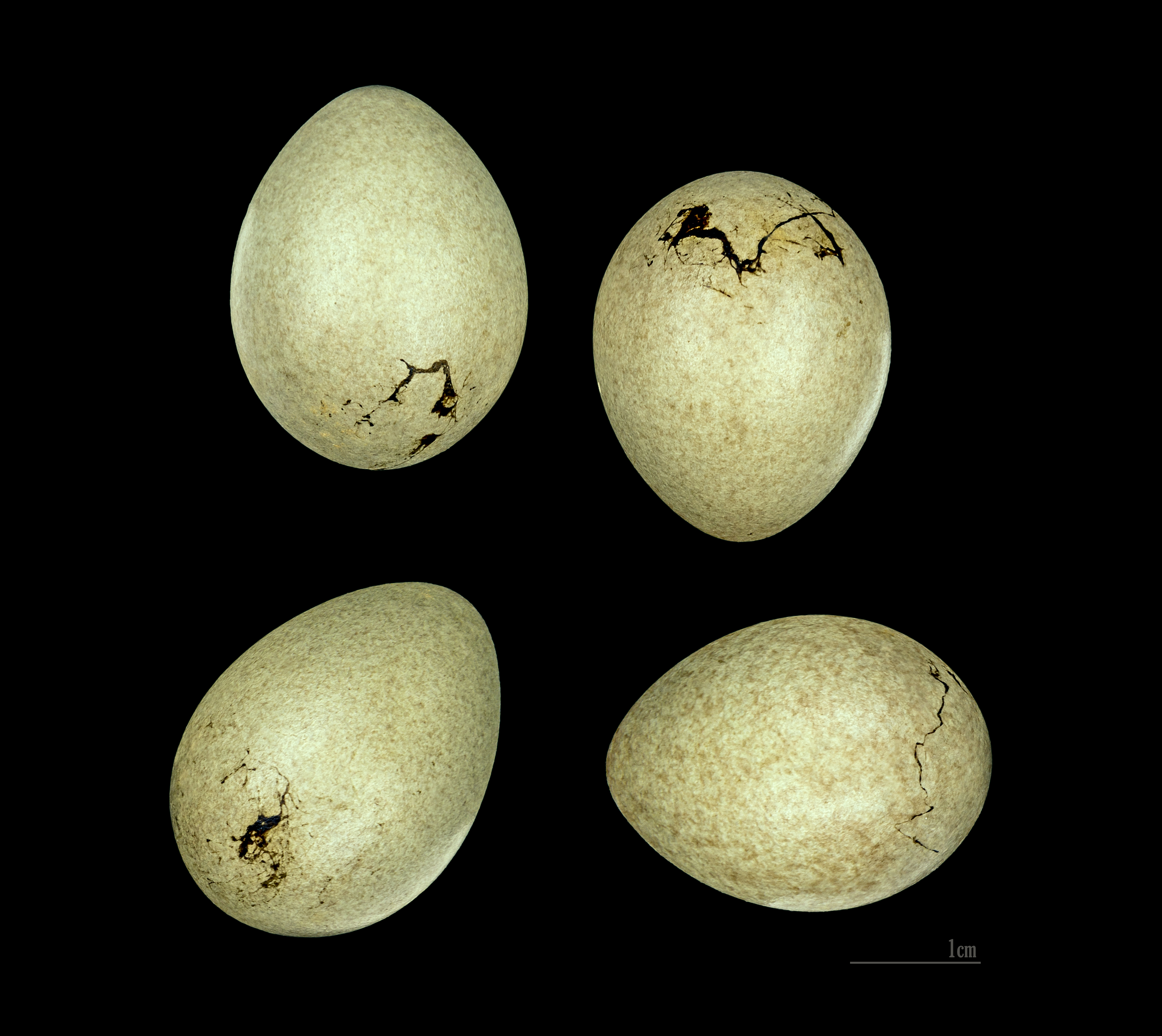
Œufs de Geai des chênes Muséum de Toulouse.

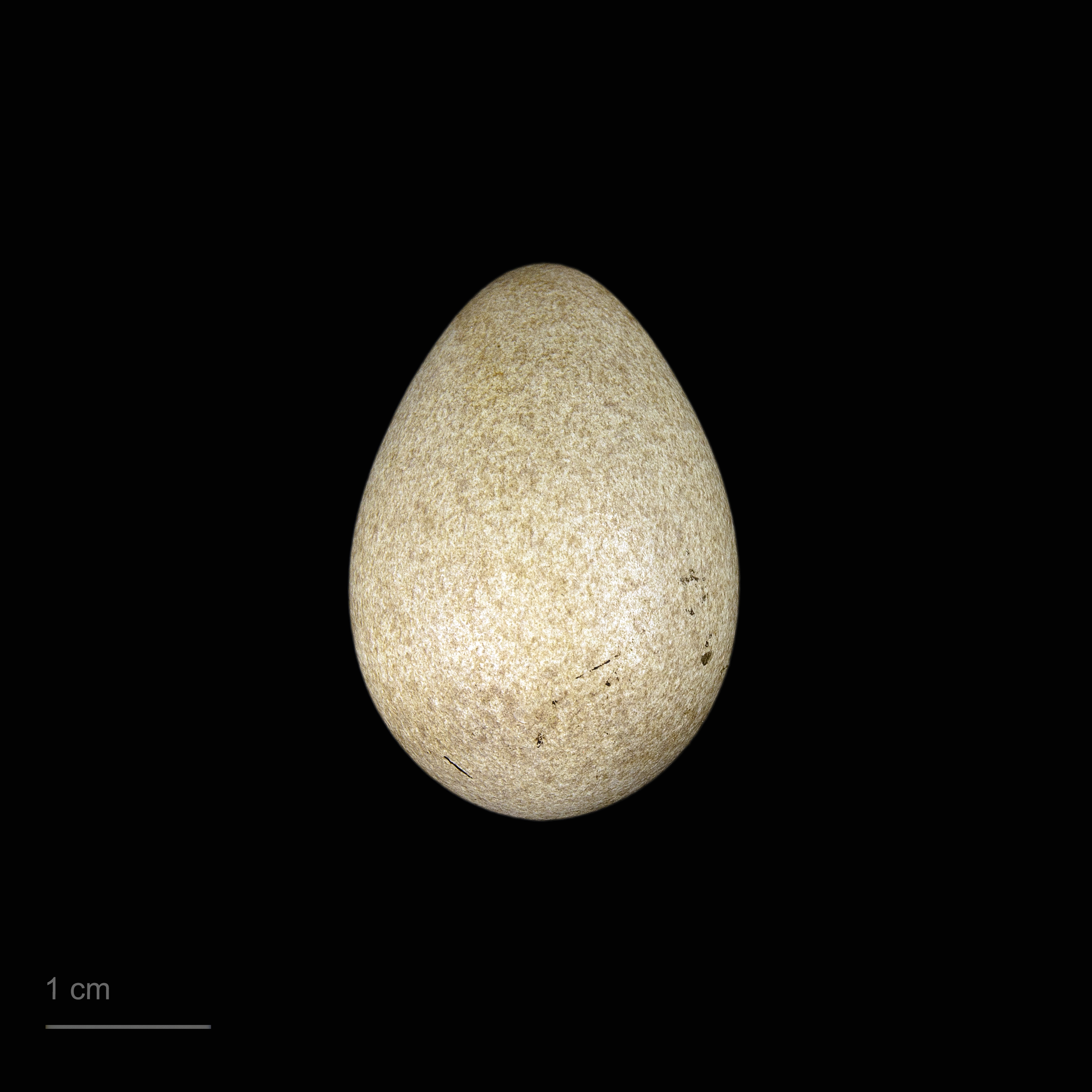
Œuf de Garrulus glandarius atricapillus - Muséum de Toulouse.

#### Parade nuptiale
Lors de la parade nuptiale, le mâle hérisse les plumes de la calotte, du croupion et du ventre, tout en écartant les ailes afin d'en exhiber le blanc du miroir et le bleu des couvertures alaires. La femelle, alors en posture d'accouplement, ailes frémissantes et étalées, corps penché en avant, dresse les plumes blanches du croupion.

#### Nidification
Le couple de geai, installe son nid au creux d'une fourche, dans un trou ou contre un tronc, le couple construit une coupe avec des brindilles et des tiges auxquelles sont incorporés de la terre, des racines fines et du crins. Il est construit de préférence dans les bocages, les bois ou les forêts dans un arbre feuillu (hêtre, chêne) ou un conifère.
La femelle fait une ponte annuelle comprenant de trois à six œufs de couleur verdâtre, d'avril à juin. Puis couvés 16 ou 17 jours par le couple. Les jeunes sont nidicoles et quittent le nid entre le 19e et le 20e jour.

## Répartition et habitat

### Habitat
Le Geai des chênes ne se sent pas à l'aise sur les terrains découverts, il niche de préférence dans les bocages et dans les bois (feuillus aussi bien que conifères, également en altitude), mais peut aussi vivre dans les parcs et jardins des villes, petites et même grandes.

#### Observation dans son habitat
L'observation du Geai des chênes est assez facile, toute l'année, mais plus aisée en zone urbaine qu'en forêt. En ville, il semble le plus actif, tôt le matin. On peut aussi le rencontrer, en hiver, en petits groupes fréquentant les mangeoires et réserves de boules de graisse jusqu'aux abords des maisons d'habitation où il se laisse parfois approcher.

### Répartition
Il vit dans toute l'Europe, excepté les zones les plus nordiques (Islande, nord de l'Irlande, Écosse et de notables parties du nord de la Norvège, de la Suède, de la Finlande et de la Russie), en Afrique du Nord et dans toute l'Asie continentale.

### Migration et hivernage
Le geai est généralement sédentaire et plutôt solitaire. Mais, il peut être un migrateur partiel diurne, durant les hivers rigoureux et dans les zones les plus froides de son aire de répartition (Suède, Norvège et Pologne), cette migration se fait de la mi-septembre à octobre. Les retours s'échelonnent de la fin du mois de mars au début du mois de juin.

## Systématique
L'espèce a été décrite par le naturaliste suédois Carl von Linné en 1758, sous le nom initial de Corvus glandarius.

### Synonyme
- Corvus glandarius (Linné, 1758) Protonyme

### Taxinomie(classification des sous-espèces du geai des chênes)

#### Groupeglandarius
- Garrulus glandarius glandarius (Linnaeus, 1758) - Europe de l'Ouest
- Garrulus glandarius rufitergum Hartert, E, 1903 - Grande-Bretagne
- Garrulus glandarius hibernicus Witherby & Hartert, 1911 - Irlande
- Garrulus glandarius lusitanicus Voous, 1953 - Portugal
- Garrulus glandarius fasciatus (A.E. Brehm, 1857) - Espagne
- Garrulus glandarius corsicanus Laubmann, 1912 - Corse
- Garrulus glandarius ichnusae O. Kleinschmidt, 1903 - Sardaigne
- Garrulus glandarius albipectus O. Kleinschmidt, 1920 - Alpes apenines et autour de l'Adriatique
- Garrulus glandarius jordansi Keve, 1966 - Sicile
- Garrulus glandarius graecus Kleiner, 1939 - Balkans
- Garrulus glandarius cretorum R. Meinertzhagen, 1920 - Crète
- Garrulus glandarius ferdinandi Keve, 1943 - Turquie et Bulgarie

#### Groupebrandtii
- Garrulus glandarius brandtii Eversmann, 1842 - Oural, Sibérie, lac Baïkal et Altaï
- Garrulus glandarius bambergi Lönnberg, 1909 - Mongolie, Sakhaline, Kouriles, Hokaïdo et Corées
- Garrulus glandarius kansuensis Stresemann, 1928 - Chine et Mongolie

#### Groupeatricapillus
- Garrulus glandarius krynicki Kaleniczenko, 1839 - Caucase et Asie mineure
- Garrulus glandarius iphigenia Sushkin & Ptuschenko, 1914 - Crimée
- Garrulus glandarius anatoliae Seebohm, 1883 - Anatolie et îles grecques (Rhodes, Lesbos, Kos), Irak
- Garrulus glandarius samios Kleiner, 1940 - îles grecques (Samos, Icare)
- Garrulus glandarius atricapillus I. Geoffroy Saint-Hilaire, 1832 - Liban, Syrie, Israël, Jordanie
- Garrulus glandarius cervicalis Bonaparte, 1853 - Tunisie et Algérie
- Garrulus glandarius whitakeri E. Hartert, 1903 - Algérie

#### Groupeminor
- Garrulus glandarius minor J. Verreaux, 1857 - Atlas
- Garrulus glandarius glaszneri Madarász, 1902 - Chypre
- Garrulus glandarius hyrcanus Blanford, 1873 -

#### Groupejaponicus
- Garrulus glandarius japonicus Temminck & Schlegel, 1847 - Japon sauf Hokaïdo
- Garrulus glandarius hiugaensis Momiyama, 1927 — Péninsule d'Isu, Hondo, Kyushu et Kagoshima
- Garrulus glandarius tokugawae Taka-Tsukasa, 1931 — Sado
- Garrulus glandarius orii N. Kuroda Sr, 1923 — Yakushima (Ryukyu)
- Garrulus glandarius namiyei Kuroda, 1922 — Tsushima

#### Groupebispecularis
Himalaya, Chine, Birmanie, Viêt Nam
- Garrulus glandarius bispecularis Vigors, 1831
- Garrulus glandarius sinensis Swinhoe, 1871

#### Groupeleucotis
- Garrulus glandarius leucotis Hume, 1874 - Yunan, Birmanie, Indonésie

#### Groupe à déterminer
- Garrulus glandarius interstinctus Hartert, E, 1918
- Garrulus glandarius azureitinctus Koelz, 1951
- Garrulus glandarius pekingensis Reichenow, 1905
- Garrulus glandarius rhodius Salvadori & Festa, 1913
- Garrulus glandarius severtzowi Bogdanov, 1871
- Garrulus glandarius oatesi Sharpe, 1896
- Garrulus glandarius persaturatus Hartert, E, 1918
- Garrulus glandarius taivanus Gould, 1863
- Garrulus glandarius haringtoni Rippon, 1905

## Le Geai des chênes et l'Homme

### Étymologie
Le nom scientifique de l'espèce Garrulus glandarius vient du latin Garrulus, « bavard », et glandarius, « de glands », étymologiquement le bavard mangeur ou cueilleur de glands.
D'après le dictionnaire Gaffiot de poche Latin-Français, Garrulus signifie « qui gazouille » et glandarius signifie « qui produit des glands ».

### Variété domestique
En France, seul un individu de variété opale, issu d'élevage, est considéré comme étant un animal domestique en droit français. Les autres formes de cet oiseau relèvent donc de la législation concernant les animaux sauvages

### Statut
Le Geai des chênes est une espèce protégée en Belgique à l'instar des 96 % de l'avifaune et de 100 % des Corvidae (8 espèces), mais pas en France (Liste d'espèces susceptibles d'être classées nuisibles en France) ni en Suisse, où, du fait de l'accroissement général des forêts (naturel ou de reboisement), ses effectifs progressent de manière continue. De même en Belgique, en dépit d'une des densités de population la plus haute d'Europe (avec celle des Pays-Bas), les surfaces boisées (feuillus et résineux) continuent lentement de s'accroître au sud du Sillon Sambre-et-Meuse favorisant la progression des effectifs notamment du Geai des chênes (qui n'y a jamais été considéré comme une espèce menacée) et le retour remarquable du Grand Corbeau qui n'a plus à redouter ni les pièges, ni la strychnine.
En France, l’arrêté du 2 août 2012 du ministre de l’Écologie, du Développement durable et de l’Énergie, pris pour l’application de l’article R. 427-6 du code de l’environnement et fixant la liste, les périodes et les modalités de destruction des espèces d’animaux classées nuisibles est annulé en tant qu’il inscrit sur cette liste (...) le Geai des chênes dans le département du Var.